# (48638) Trebic
(48638) Trebic est un astéroïde de la ceinture principale.

## Description
(48638) Trebic est un astéroïde de la ceinture principale. Il fut découvert le 3 octobre 1995 à l'Observatoire Kleť par Miloš Tichý. Il présente une orbite caractérisée par un demi-grand axe de 2,35 UA, une excentricité de 0,18 et une inclinaison de 4,8° par rapport à l'écliptique.

## Compléments